# 貴石
貴石（きせき, 英: precious stone, 仏: pierre précieuse）とは、宝石のうち特に珍重され高値で取引されるもの。狭義にはダイヤモンド、ルビー、サファイア、エメラルドの四大宝石をさす が、希少性や硬度を基準として数種の宝石が加えられる。ただし国や専門家によりその基準は異なり、宝石業界内でも統一されていない。貴石以外の宝石は半貴石（はんきせき, 英: semi-precious stone, 仏: pierres semi-précieuses）と呼ばれる。

## 定義をめぐって
19世紀以来多くの学者や国際機関が議論してきたが、いまだに貴石と半貴石の間に明確な区別はない。2019年の文献によると、根拠があいまいで推奨されるべきではないが、それでも貴石・半貴石という言葉はよく使われている。また、このような区別は非論理的である（多くの半貴石は、品質次第でダイヤモンドより高価になり得る）。無理に区別するよりも宝石イコール貴石とすべきだ、という意見も存在する。
フランスでは、1968年11月29日の「1905年8月1日の貴石・真珠の貿易に関する詐欺もしくは不法行為の取り締まりに関する法律施行令」でダイヤモンド、ルビー、サファイア、エメラルドを貴石と定義したが、2002年1月14日の「宝石及び真珠取引に関する法令第2002-65号」により、半貴石という文言は公的には使用できなくなった。この法令の定める宝石（仏: pierres gemmes）に対して、「半貴重（仏: semi-précieux）」という表現は使用してはならない。
一般にモース硬度が7以上であることが条件の一つとされるが、これは空気中を浮遊する砂塵のうち宝石に与える影響が特に問題視されるのが石英（硬度7）を主成分とするもので、硬度7以下の宝石は慎重に扱わないと長い間には摩耗して価値が減少するためである。ただしヒスイとオパールは硬度7以下であるが、日本においては高く評価されるためしばしば貴石として扱われる。
貴石・半貴石という言葉の根拠として物品税法（昭和三七年法律第四十八号）および関税定率法（明治43年法律第54号）を挙げる者もいるが、どちらの法令も「具体的にどれが半貴石か」という明文の規定はない。

### 異なる定義
東京工業大学名誉教授の崎川範行は、宝石（広義）のなかで比較的高価なものを宝石（狭義）、それ以外のものを貴石と呼んだ。類似の定義を採用する文献は他にもある。

## 貴石
参考文献で貴石とされているものを列挙する。
- アクアマリン[12][13]
- アレキサンドライト[12][14]
- エメラルド[12][15]
- オパール[16]
  - ブラック・オパール[17]
- ガーネット[16][18]
- キャッツアイ[12][19]
- サファイア[12][20]
- ジルコン[16]
- スターサファイア[21]
- スタールビー[22]
- スピネル[12]
- ダイヤモンド[12][23]
- タンザナイト[24]
- トパーズ[12][25]
- トルマリン[16][26]
  - パライバトルマリン[27]
- ヒスイ[12][28]
- ペリドット[16]
- ルビー[12][29]